# エレクトロスタリ
座標: 北緯55度47分 東経38度28分 / 北緯55.783度 東経38.467度

エレクトロスタリの市章

エレクトロスタリ（エレクトロスターリ、ロシア語:  Электроста́ль、ラテン文字表記の例: Elektrostal）は、ロシアのモスクワ州にある都市。人口は14万6403人 (2021年) 。首都モスクワの東58キロメートル（市境となるモスクワ環状道路・MKADからは38キロメートル）に位置する重工業都市であり、冶金と重機の一大中心地である。

## 歴史

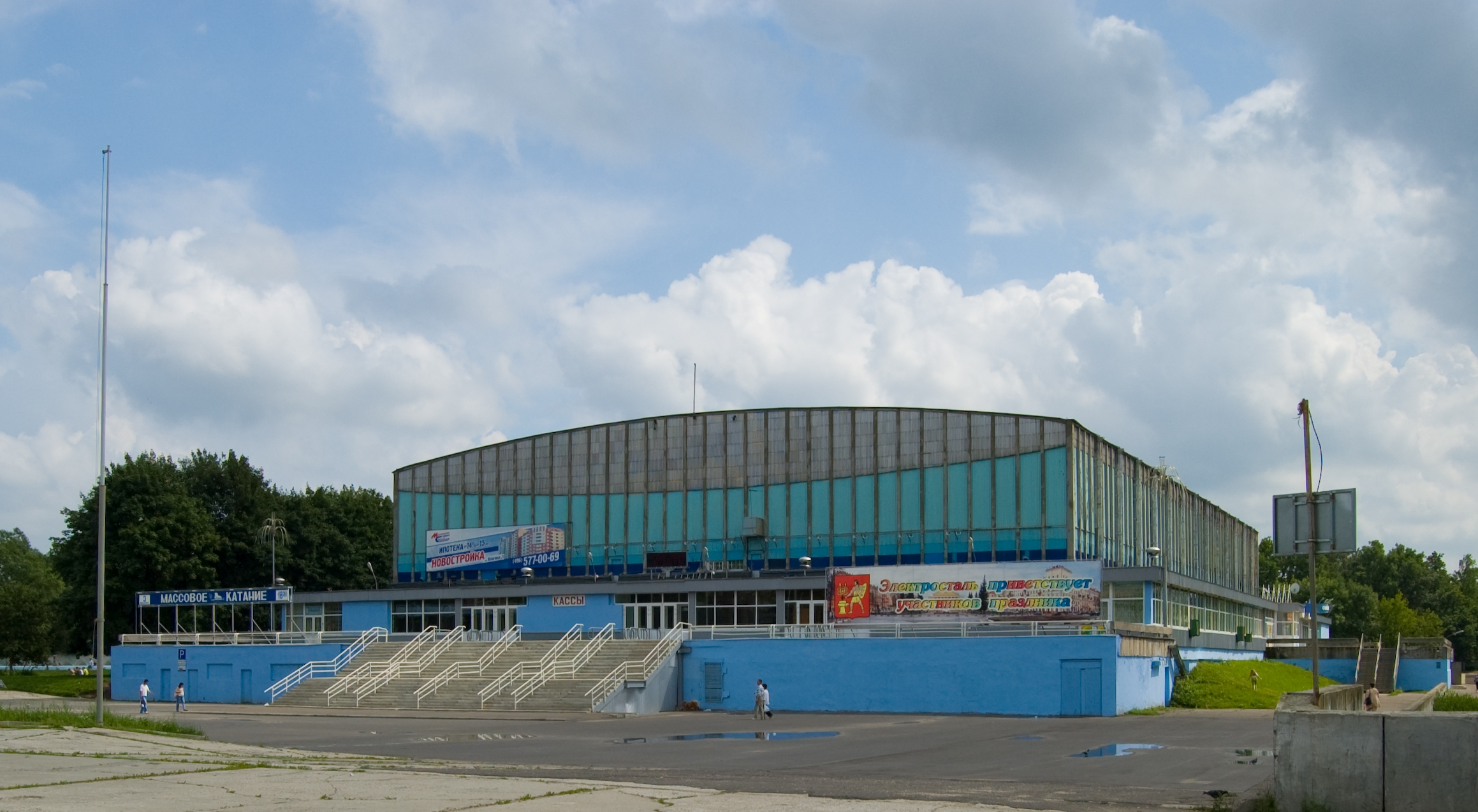
エレクトロスタリのアイスリンク。プロアイスホッケークラブ「クリスタル・エレクトロスタリ」の本拠地

エレクトロスタリは、かつてはザチシチエ（Затишье）と呼ばれた。1916年に帝政ロシア末期有数の実業家ニコライ・ヴトロフの巨大な冶金工場がこの地に建設されたことで、労働者が集まり大きな住宅地となった。1925年には鉄道が到達し、1928年にはエレクトロスタリ（電気製鉄）と改名され、1938年に市となった。当時、人口はすでに43,000人を数えた。この地に集積した金属工場は砲弾などの製造で独ソ戦を支え、戦後はさらに工場と人口が集積した。

## 産業
エレクトロスタリはロシアの製鉄の中心地のひとつで、ロシア革命直前に稼動したエレクトロスタリ工場がその中心となっている。1941年に始まった独ソ戦では、ドイツ軍の侵攻にさらされたウクライナなどから重機械などの重工業がここに疎開している。
今日のエレクトロスタリは、製鉄や金属工業と、その生産設備を作る機械工業のほか、化学工業などの集積する工業都市で、ソ連・ロシアの原子力を支えてきた濃縮ウラン工場も立地している。カザフスタンのエキバストス第二発電所から伸びてきた1150kVの高電圧の送電線はエレクトロスタリが終着点となっている。
エレクトロスタリの近郊には1,200キロワットという高出力のラジオ送信施設があり、中波放送を発信している。

## 交通
エレクトロスタリへは、モスクワのクルスキー駅からエレクトリーチカ（近郊電車）が通っている。またモスクワやノギンスクへのバスも出ている。

## 姉妹都市
- ペルニク、ブルガリア
- ポラツク、ベラルーシ